# Aulagromyza paramushirensis
Aulagromyza paramushirensis är en tvåvingeart som beskrevs av Hiroaki Iwasaki 2000. Aulagromyza paramushirensis ingår i släktet Aulagromyza och familjen minerarflugor. Inga underarter finns listade i Catalogue of Life.